# Maracalagonis
Maracalagonis és un municipi italià, situat a la regió de Sardenya i a la Ciutat metropolitana de Càller. L'any 2007 tenia 7.313 habitants. Es troba a la regió de Campidano di Cagliari. Limita amb els municipis de Castiadas, Quartucciu, Quartu Sant'Elena, Sinnai, Villasimius.

## Administració
| Període | Identitat        | Partit         |
| ------- | ---------------- | -------------- |
| 2006-   | Antonella Corona | Centreesquerra |